# Limnophora laeta
Limnophora laeta este o specie de muște din genul Limnophora, familia Muscidae, descrisă de Stein în anul 1911. Conform Catalogue of Life specia Limnophora laeta nu are subspecii cunoscute.